# DYGL
DYGL，日本獨立搖滾樂團。2012年就讀於明治學院大學時成立。
念作day-glo，英文意思是螢光劑。

## 成员
- 主唱、吉他：秋山信樹
- 吉他：下中洋介
- 贝斯：加地洋太郎
- 爵士鼓：嘉本康平

## 经历
2012年四人在大学内结成樂團，除下中外的三人还在Ykiki Beat乐队活动。
2015年自行透過錄音帶和網路發行了作品《EP#1》
2016年五月，受到了獨立音樂曲風與形式的影響，完成並發佈了首張EP《Don't Know Where It Is》，其中包含了六首曲目。
2017年時樂團已成立五週年，並且在四月十九日發行了專輯《Say Goodbye to Memory Den》．專輯所有歌曲皆由鼓击乐团吉他手Albert Hammond Jr.和製作人Gus Oberg製作完成。
2018年發行了單曲《Bad Kicks》.該作品在英國錄製，並由Rory Attwell擔任製作人
2019年發行第二張專輯《Songs of Innocence & Experience》，並得到了國際性的關注

## 作品

### 单曲
1. Let's Get Into Your Car（2014年9月22日）
2. Waste of Time（2016年12月21日）
3. Let It Out（2017年11月21日）
4. Bad Kicks（2018年2月28日）
5. A Paper Dream（2019年3月6日）

### EP
1. EP #1（2015年6月1日）
2. Don't Know Where It Is（2016年5月4日）

### 专辑
1. Say Goodbye to Memory Den（2017年4月19日）
2. Songs of Innocence & Experience（2019年7月3日）